# گیونگجونگ چوسان
پادشاه گیونگ‌جونگ (کره‌ای: 조선 경종) (۲۰ نوامبر ۱۶۸۸ - ۱۱ اکتبر ۱۷۲۴) با نام شخصی یی یون، بیستمین پادشاه سلسله چوسان بوده‌است.
وی که از سال ۱۷۲۰ تا ۱۷۲۴ حکومت کرده‌است، جانشین پدرش پادشاه سوک‌جونگ شده بود. پس از مرگش، برادر کوچکترش یی گوم (پادشاه یونگ‌جو) جانشین وی شده‌ است.

## خانواده
- پدر: سوک‌جونگ چوسان (숙종)
- پدر بزرگ :هیون جونگ چوسان
- مادر بزرگ :ملکه میونگ سونگ
- مادر: هی‌بین جانگ (희빈 장씨)
- پدربزرگ :جانگ هو یونگ از قبیله ایندونگ جانگ
- مادر بزرگ :بانو یون از قبیله پاپیونگ یون
- همسرها[۱]:
  - ملکه دان‌یی (단의왕후 심씨, ۱۶۸۶–۱۷۱۸)[۲]

- بدون فرزند

- - ملکه سون‌یی of the Eo clan (선의왕후 어씨, ۱۷۰۵–۱۷۳۰)[۳]

- بدون فرزند